# Рагби клуб Дунав Беч
Рагби клуб Дунав Беч је аустријски рагби јунион (рагби 15) клуб из Беча, који се такмичи у првој аустријској Бундес лиги и регионалној лиги.

## Успеси
Национално првенство - 13
1993, 1995, 1996, 1997, 1998, 1999, 2000, 2001, 2002, 2003, 2004, 2005, 2006